# Parc Arcadia
 (novembre 2022).
Si vous disposez d'ouvrages ou d'articles de référence ou si vous connaissez des sites web de qualité traitant du thème abordé ici, merci de compléter l'article en donnant les références utiles à sa vérifiabilité et en les liant à la section « Notes et références ».
Le parc Arcadia est un complexe touristique à Odessa sur le bord de la mer noire.
Situé dans le quartier éponyme, il prolonge la rue Guenoueska jusqu'à la mer Noire en formant la plage Arcadia.

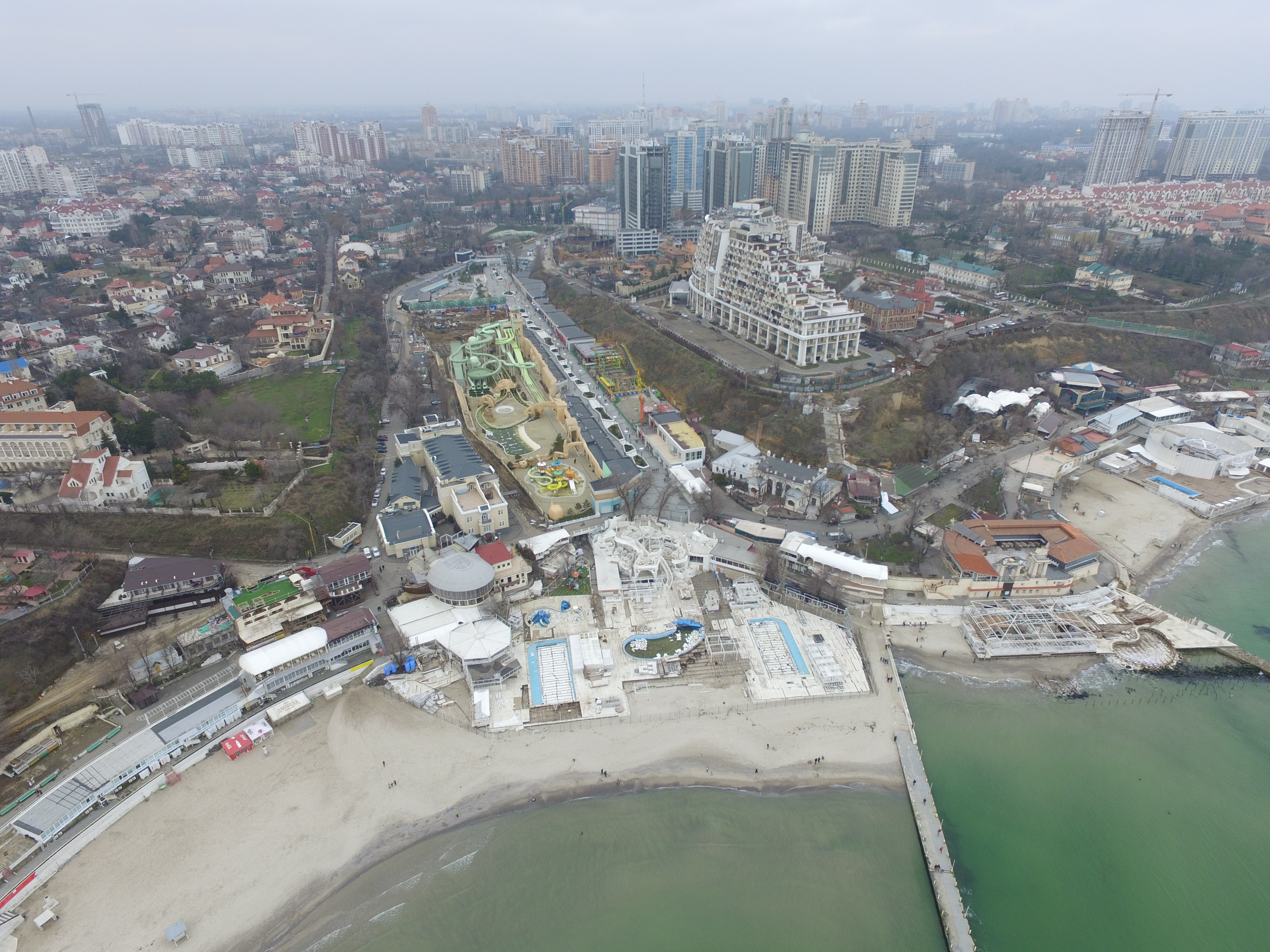
Vue aérienne.
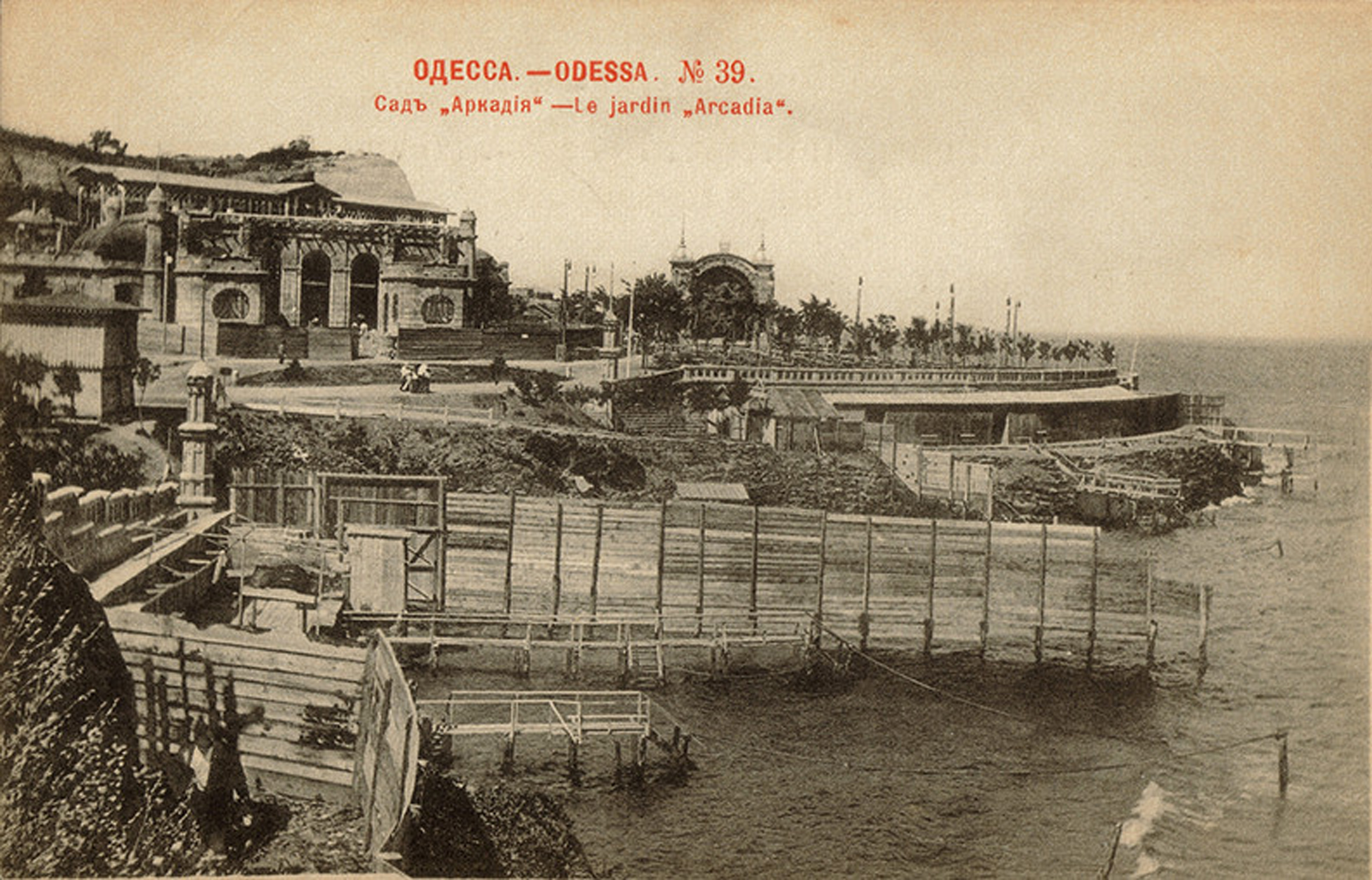
En 1902,
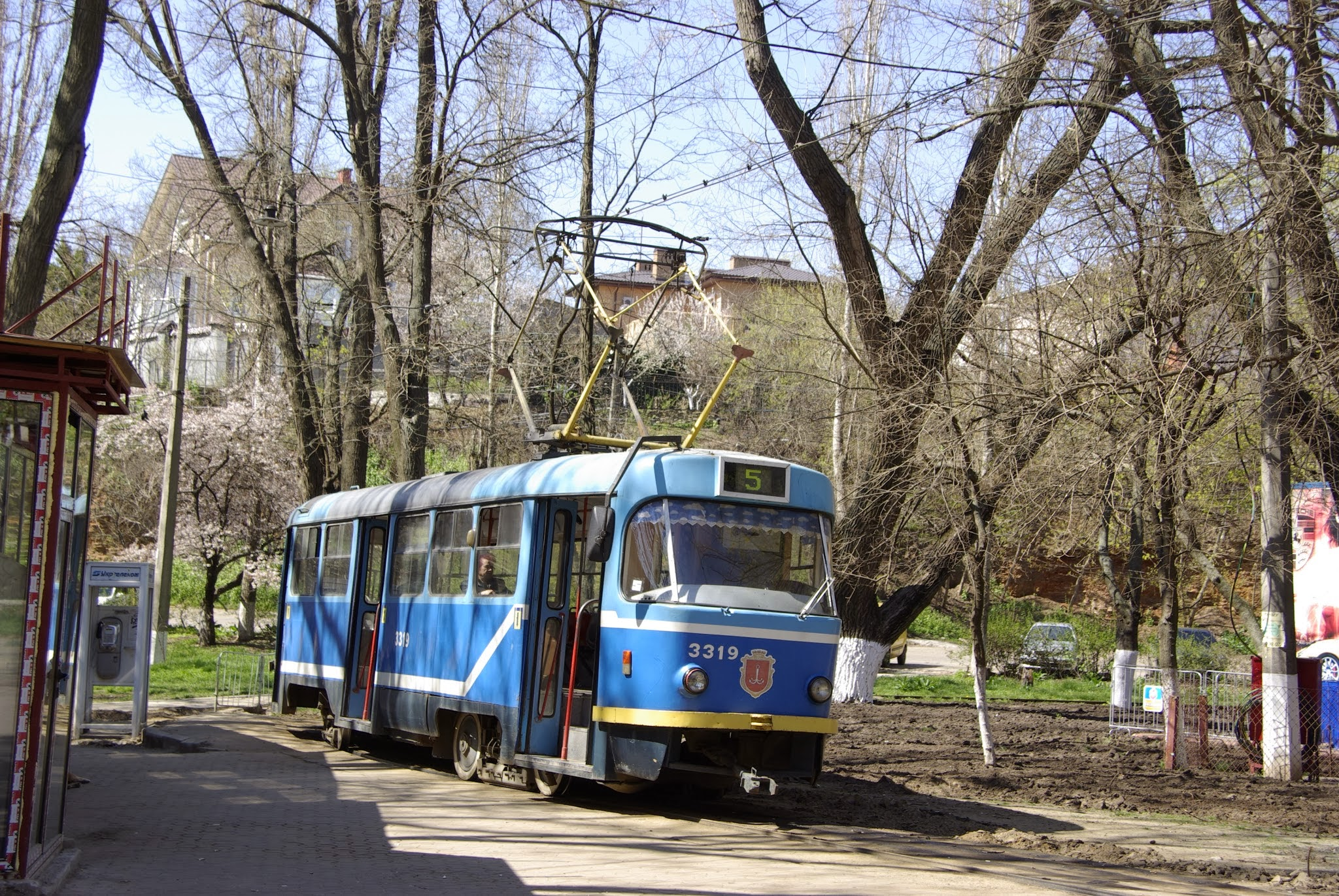
Passage du tramway,
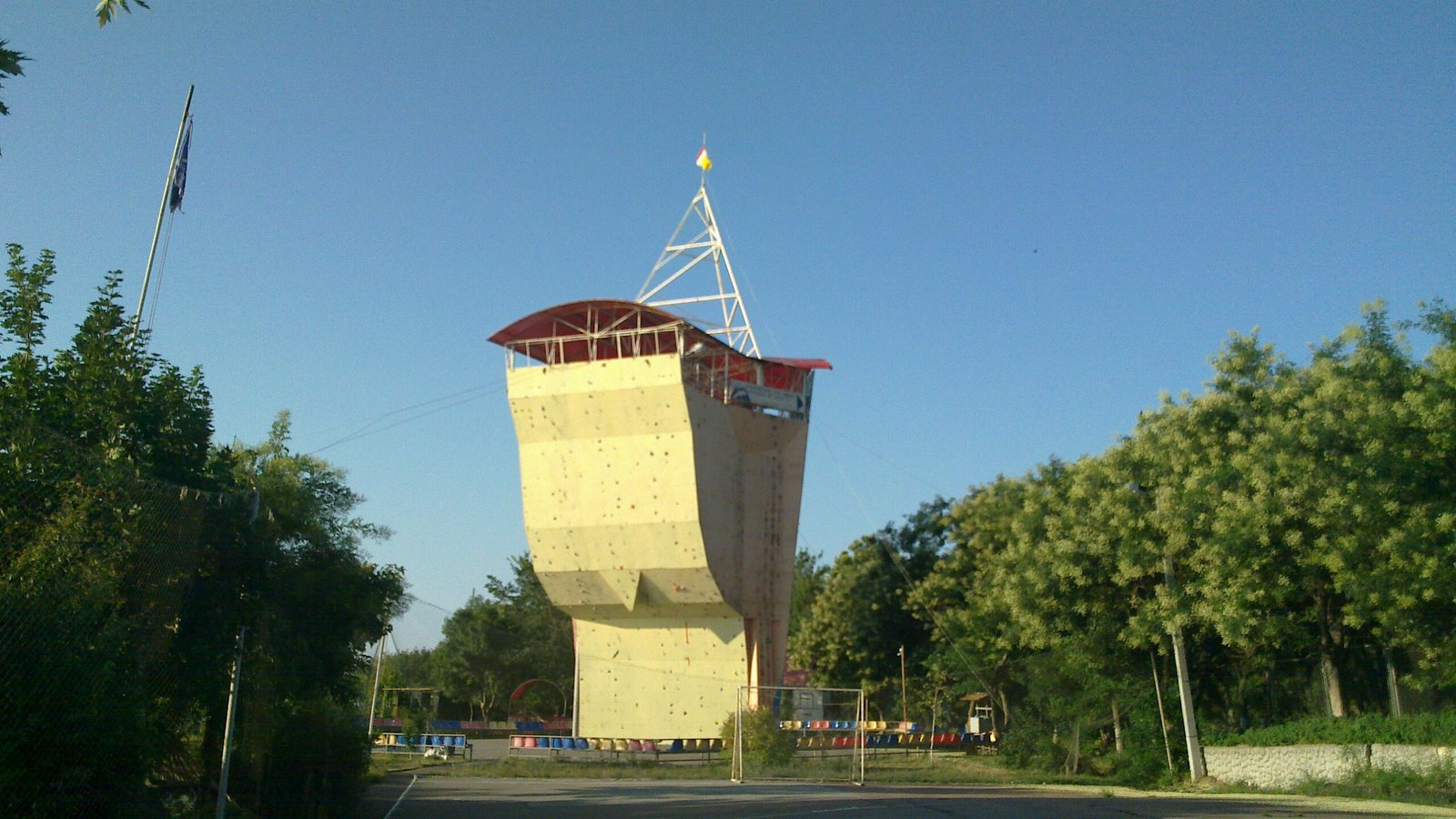
Tour panoramique.